# Zentraltheater (München)

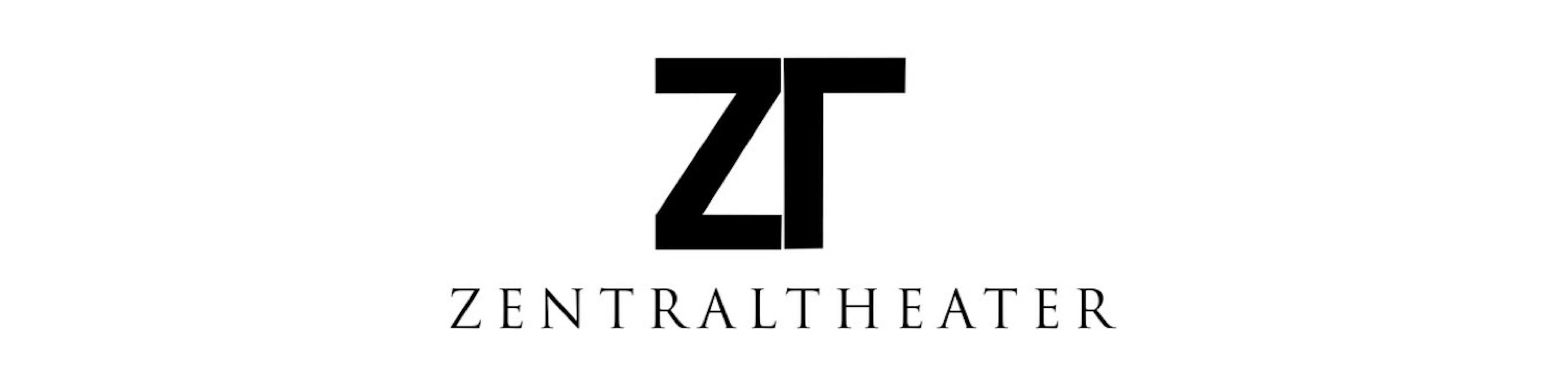
Zentraltheater

Das Zentraltheater in München ist ein Privattheater, das am 2. März 2017 den Spielbetrieb aufgenommen hat. Es liegt zwischen dem Hauptbahnhof und der Theresienwiese. Gründer des Zentraltheaters ist Simon Riggers.

## Profil
Das Zentraltheater zeichnet sich durch die Inszenierung von Theatertexten, Roman- und Filmadaptionen aus. Dabei reicht die Stoffauswahl von Rainer Werner Fassbinders Angst essen Seele auf über Fatih Akins Kinofilm Gegen die Wand.
Auch für das Zentraltheater erarbeitete Texte wie beim Projekt Bruder Gier, der zudem mit dem Bürgerchor Integra (einer Initiative von und mit den Bewohnern des Viertels) zusammenarbeitete, sind Teil des Repertoires.
Das Theater legt Wert auf Aktualität und stellt die jeweiligen Künstler in den Fokus. Am Zentraltheater waren u. a. die Regisseure und Schauspieler Kathrin von Steinburg, Ercan Karacayli, Christian Lex, Josef Rödl, René Oltmanns, Sarah Camp, Peter Rappenglück, Anuschka Tochtermann, Malene Becker, Nicolas Wolf, Oliver Mirwaldt tätig.
2019 wurde das Zentraltheater von der Landeshauptstadt München in die 3-Jahres-Förderung für freie Theater aufgenommen und zählt verschiedene Stiftungen zu seinen Unterstützern, u. a. die Richard-Stury-Stiftung und den Bezirksausschuss 2.
Die Inszenierung von Wir Kommen nach dem gleichnamigen Roman von Ronja von Rönne wurde 2021 auf den Hamburger Privattheatertagen mit dem Preis in der Kategorie „Zeitgenössisches Drama“ und auf den 15. Wasserburger Theatertagen mit dem Preis für die „Beste Inszenierung“ ausgezeichnet. Regie und Fassung stammen von Lea Ralfs und Max Wagner.

## Inszenierungen
- 2017: Der Mann, der die Welt aß – Regie: Ercan Karacayli
- 2017: Wasserstoffbrennen – Regie: René Oltmanns
- 2017: Moby Dick – Regie: Ulf Goerke
- 2017: Tage wie Nächte – Regie: Josef Rödl (Wiederaufnahme der Inszenierung im Metropoltheater München)
- 2018: Nach dem Ende – Regie: Ulf Goerke
- 2018: Fuck you, Mon Amour – Regie: Judith Toth und Thomas M. Meinhardt
- 2018: Immer nie am Meer – Regie: Franz Josef Strohmeier
- 2018: Wir kommen – Regie: Lea Ralfs und Max Wagner
- 2019: Bruder Gier – Regie: Ulf Goerke
- 2019: Die fetten Jahre sind vorbei – Regie: René Oltmanns
- 2019: Absolute Giganten – Regie: Lea Ralfs
- 2020: Angst essen Seele auf – Regie: Josef Rödl
- 2020: Sophia, der Tod und ich – Regie: Max Wagner
- 2021: Gegen die Wand – Regie: Ercan Karacayli

## Auszeichnungen und Nominierungen
- 2018: Einladung zu den 14. Wasserburger Theatertagen mit Wasserstoffbrennen
- 2018: Auszeichnung mit dem Darstellerpreis auf den 14. Wasserburger Theatertagen für Wasserstoffbrennen
- 2019: Einladung zu den 15. Wasserburger Theatertagen mit Wir Kommen
- 2019: Ausgezeichnet mit dem Preis für „Beste Inszenierung“ auf den 15. Wasserburger Theatertagen mit Wir Kommen
- 2020/21: Einladung zu den Hamburger Privattheatertagen
- 2020/21: Auszeichnung mit dem Preis in der Kategorie „Zeitgenössisches Drama“ auf den Hamburger Privattheatertagen